# Das Zigeunerlager zieht in den Himmel
Das Zigeunerlager zieht in den Himmel (Titel in der DDR), in der Bundesrepublik Deutschland erschienen unter dem Titel: Wenn die Zigeuner ziehen (orig. Tabor uchodit w nebo, russisch Табор уходит в небо, übersetzt etwa Das Lager zieht in den Himmel) ist ein 1975 gedrehter sowjetischer Film. 

## Handlung
Anfang des 20. Jahrhunderts wandert das Zigeunerlager über die Steppe von Bessarabien, am Rande der österreichisch-ungarischen Monarchie. Der Film ist eine tragische Liebesgeschichte zwischen dem Zigeunermädchen Rada und dem Pferdedieb Loiko.

## Hintergrund
Der Moldauer Emil Loteanu schrieb das Drehbuch und führte Regie bei dem Film, der frei nach Maxim Gorkis frühen Erzählungen Makar Tschudra und Die alte Isergil entstand.
Der Film wurde in der DDR am 28. Oktober 1977 und am 18. November 1977 in der Bundesrepublik Deutschland erstaufgeführt. Ab März 2001 kam der Film erneut in die Kinos.

## Kritik
„Die Qualitäten des Films – gute Typenzeichnung und malerische Landschaftsaufnahmen – werden gemindert von musikalisch verstärkten, überinszenierten Schaueffekten.“

## Auszeichnungen
- die Goldene Muschel beim Festival Internacional de Cine de Donostia-San Sebastián 1976
- Diplom für die beste Regie beim Internationalen Film Festival in Belgrad 1977
- Diplom für den besten Film beim Internationalen Festival in Prag 1977
- Swetlana Toma war nach einer Umfrage der Zeitschrift Sowetski Ekran beste Schauspielerin des Jahres 1976